# John Bellenden Ker Gawler
John Bellenden Ker, oorspronkelijk John Gawler, was een Engelse botanicus, geboren omstreeks 1764 in Andover (Hampshire) die stierf in juni 1842 in dezelfde stad. Op 5 november 1804 veranderde hij zijn naam in Ker Bellenden, maar ondertekende documenten als Bellenden Ker tot aan zijn dood. Hij slaagde niet in zijn poging de titel Hertog van Roxburghe op te eisen. Zijn zoon was de wetgevingsvernieuwer Charles Henry Bellenden Ker.
Hij was bekend vanwege zijn humor, zoals blijkt uit Archeology of Popular Phrases and Nursery Rhymes waarvan hij het eerste deel publiceerde in 1837 en het tweede in 1840. Hij beweerde dat zijn werk over Engelse kinderrijmpjes in vier delen eigenlijk in "Nedersaksisch" was geschreven, een vorm van het Nederlands. Vervolgens zou hij ze hebben vertaald naar het Engels. Deze rijmpjes zijn opvallend anti-kerkelijk.
Hij heeft enkele boeken over planten geschreven, te weten Recensio Plantarum (1801), Select Orchideae (omstreeks 1816) en Iridearum Genera (1827). Hij droeg bij aan Curtis's Botanical Magazine onder het pseudoniem G. in de periode dat John Sims daarvan redacteur was. Hij bewerkte bovendien Edward's Botanical Register in de periode 1815-1824. Robert Brown (1773-1858) noemde een plantengeslacht uit de Proteaceae familie naar hem in 1810 (Bellendena). De op een na hoogste top van de Staat Queensland in Australië heet Mount Bellenden Ker, en die heeft op zijn beurt de naam gegeven aan de bergketen waar hij deel van uitmaakt, de Bellenden Ker Range. De standaard auteur afkorting Ker Gawl. wordt gebruikt om deze persoon als auteur aan te duiden bij het citeren van een botanische naam.